# Federação Mundial de Taekwondo
A nova World Taekwondo (WT), antiga World Taekwondo Federation (WTF - em português:  Federação Mundial de Taekwondo), mais conhecida como WT, é a instituição que se dedica a fazer novas e arrumar as já existentes regras do taekwondo a nível competitivo, assim como fazer competições e eventos em cada uma de suas disciplinas. Esta federação é reconhecida pelo Comitê Olímpico Internacional. A nova World Taekwondo (WT) segue os regulamentos e estatutos estabelecidos pela Kukkiwon.
Tem sua sede em Seul (Coreia do Sul) e conta atualmente com a filiação de 204 federações nacionais dos cinco continentes. 
O World Taekwondo (WT) rege o esporte de Taekwondo e é membro da Associação das Federações Internacionais Olímpicas de Verão (ASOIF) e do Comitê Paraolímpico Internacional (IPC). WT lidera o esporte de combate mais inclusivo e acessível, que combina os valores de uma antiga herança asiática com os valores de um esporte de elite global. O Taekwondo evolui sobre uma base sólida, misturando o tradicional e o moderno. Os valores reconhecidos pelos praticantes e parceiros são a força do nosso esporte. Destilam-se daquelas encontradas em nossa sociedade: a busca do prazer, a superação de si mesmo, a perseverança, a força moral e física e o respeito ao próximo.

## Missão[1]
Desenvolver e divulgar o Taekwondo em todo o mundo, desde o nível de base até o nível de elite, para fornecer a todos a oportunidade de praticar, assistir e desfrutar do esporte, independentemente de idade, sexo, religião, etnia ou habilidade.

## Valores[1]
Inclusão, Liderança, Respeito, Tolerância, Excelência e Integridade.

## Objetivos[1]
WT é responsável pelo desenvolvimento, crescimento e administração do Taekwondo em todo o mundo. A WT identificou três prioridades estratégicas para o ciclo 2017-2021:
1.     Agregar valor ao Movimento Olímpico: a WT reconhece nossa obrigação de contribuir para o crescimento e o sucesso do Movimento Olímpico. Fazemos isso alinhando nossas políticas e práticas com as do COI e melhorando continuamente os indicadores-chave, incluindo mídia social e governança. Ao mesmo tempo, o WT busca defender os valores olímpicos de educação, inclusão, amizade, solidariedade e jogo limpo, e contribuir para a construção de um mundo pacífico e melhor por meio dos esportes, incluindo estreita cooperação com nossa organização relacionada, a Taekwondo Humanitarian Foundation, para desenvolvimento através do esporte.
2.     Desenvolvimento de eventos: A WT trabalha em estreita colaboração com os comitês organizadores para garantir eventos sustentáveis e com boa relação custo-benefício que deixam um legado duradouro para as comunidades locais de Taekwondo e esportivas. Ao mesmo tempo, buscamos garantir um calendário de eventos coordenado e bem equilibrado que permita a participação em todos os níveis e em todas as regiões do mundo. Esses eventos de alta qualidade devem promover nosso esporte e atletas para novos públicos.
3.     Desenvolvimento das Associações Membros: O WT reconhece que o desenvolvimento de nossas associações membros é crítico para ter eventos mais fortes e um maior crescimento de base. Nossa ambição é fortalecer nosso apoio e treinamento para nossas principais partes interessadas, compartilhando as melhores práticas (organização, administração, gestão de eventos, boa governança, igualdade de gênero, valores olímpicos, desenvolvimento sustentável, etc) e a disponibilidade de ferramentas para facilitar o desenvolvimento de qualidade. Para isso, usamos ferramentas como nosso Sistema Global de Membros, Pesquisa MNA e Programa de Desenvolvimento para monitorar e apoiar o desenvolvimento de nossos membros nos níveis administrativo, oficial de competição, técnico, comitiva e atleta, incluindo carreira pós-atlética.

## História
Foi fundada em 28 de maio de 1973 em Seul com o objetivo de fazer o primeiro Campeonato Mundial de Taekwondo.
O taekwondo faz parte dos Jogos Olímpicos desde sua 27ª edição, em Sydney 2000. Já que em ocasiões anteriores nos Seul 1988 e Barcelona 1992 entrou como esporte de exibição. E também entrou e esta presente nos jogos olímpicos de Londres 2012, o que faz com que seja um desporto em crescimento,hoje o Taekwondo e o segundo esporte que mais reúne adeptos nos cinco continentes.
A WT organiza anualmente muitas competições de cada uma de suas disciplinas, entre as mais importantes estão:
- Campeonato Mundial de Taekwondo
- Campeonato Mundial Feminino de Taekwondo
- Campeonato Mundial Júnior de Taekwondo
- Campeonato Mundial Cadetes de Taekwondo
- Copa Mundial de Taekwondo

Através de suas Uniões Regionais de Taekwondo a WTF também promove oficialmente:
- Campeonato Asiático de Taekwondo
- Campeonato Europeu Taekwondo
- Campeonato Pan-americano Taekwondo
- Campeonato Africano de Taekwondo
- Campeonato Asiático Júnior de Taekwondo
- Campeonato Europeu Júnior de Taekwondo
- Campeonato Pan-americano Júnior de Taekwondo

## Histórico[1]
·                Fundação: 28 de maio de 1973
·                Nº de Associações Nacionais Membros: 210
·                Presidente: Dr. Chungwon Choue
·                Secretário Geral: Sr. Hoss Rafaty
·                Afiliação ao SportAccord (GAISF): 8 de outubro de 1975
·                Reconhecimento do COI: 17 de julho de 1980 (83ª Sessão do COI em Moscou)
·                Afiliação à ASOIF: 15 de fevereiro de 1995
·                Demonstração dos Jogos Olímpicos: Jogos Olímpicos de Seul em 1988 e Jogos Olímpicos de Barcelona em 1992
·                Esporte Olímpico Oficial: Jogos Olímpicos de Sydney 2000, 4 de setembro de 1994 (103ª Sessão do COI em Paris)
·                Confirmação do Taekwondo como Esporte Oficial: para os Jogos Olímpicos de Atenas 2004, 11 a 13 de dezembro de 2000 (Reunião do Comitê Executivo do COI em Lausanne)
·                Expansão da cota de Taekwondo nos Jogos Olímpicos de Atenas 2004 para 124 em oito categorias de peso, respectivas quatro categorias de peso para homens e mulheres, de 18 a 20 de setembro de 2001 (Encontro EB do COI em Lausanne)
·                5 a 7 de fevereiro de 2006: O Conselho Executivo do COI decidiu em sua reunião em Torino, Itália, expandir o número de entradas de taekwondo nos Jogos Olímpicos de Pequim 2008 de 124 para 128 (dois homens e duas mulheres foram adicionados em consideração ao novo estabelecimento da União de Taekwondo da Oceania).
·                O Conselho Executivo do COI decidiu que o número de programas esportivos dos Jogos Olímpicos de Pequim em 2008 seria de 27, incluindo Taekwondo. A 114ª Sessão do COI realizada na Cidade do México, México, em 29 de novembro de 2002, também confirmou a inclusão do Taekwondo nos Jogos Olímpicos de Pequim 2008.
·                O COI revisou o programa olímpico para Londres 2012, Taekwondo foi votado para permanecer no Programa Olímpico dos Jogos Olímpicos de Londres 2012 em sua 117ª sessão em Cingapura em 8 de julho de 2005.
·                O COI selecionou 26 esportes essenciais para os Jogos Olímpicos do Rio de 2016, incluindo taekwondo em sua 121ª Sessão em Copenhague, de 2 a 9 de outubro de 2009.
·                O COI confirmou o taekwondo como um dos 25 esportes principais para os Jogos Olímpicos de Tóquio em 2020 em sua 125ª Sessão em Buenos Aires em 7 a 10 de setembro de 2013
·                O Conselho Diretor do Comitê Paraolímpico Internacional (IPC) concedeu o status de 'IF reconhecido pelo IPC' ao WT em 16 de outubro de 2013.
·                A decisão final do I PC sobre os programas esportivos da Paraolimpíada de Tóquio em 2020, incluindo taekwondo, foi tomada na 69ª reunião do Conselho Diretor do IPC, realizada em Abu Dhabi, Emirados Árabes Unidos, de 30 de janeiro a 1º de fevereiro de 2015.
·                14 a 15 de novembro de 2015: A Assembleia Geral do IPC na Cidade do México, México concedeu adesão plena ao WT (15 de novembro: ratificação de novos membros) em 15 de novembro de 2015.

## Organização[1]
A Estrutura Jurídica está formada pelo Presidente e os Vice-Presidentes, o congresso (trocado a cada dois anos), o Comitê Executivo, o Conselho e os Comitês.

### Federações continentais
A WT conta Atualmente com a filiação de 204 federações nacionais repartidas em cinco organizações continentais:
| Nome                             | Sigla  | Sede                     | No. de Federações | Pág. web |
| -------------------------------- | ------ | ------------------------ | ----------------- | -------- |
| União Africana de Taekwondo      | (AFTU) | Cairo, Egito             | 49                |          |
| União Pan-americana de Taekwondo | (PATU) | —                        | 44                |          |
| União Asiática de Taekwondo      | (ATU)  | Seul, Coreia do Sul      | 43                |          |
| União Europeia de Taekwondo      | (ETU)  | Oldenzaal, Países Baixos | 49                |          |
| União de Taekwondo da Oceania    | (OTU)  | —                        | 19                | —        |

### Presidentes
| No. | Período     | Nome            | País          |
| --- | ----------- | --------------- | ------------- |
| 1   | 1973 – 2004 | Un Yong Kim     | Coreia do Sul |
| 2   | 2004 –      | Chung Won Choue | Coreia do Sul |

### GA
A Assembleia Geral é a reunião geral do Conselho e representantes dos MNAs do Taekwondo Mundial. O GA é o órgão supremo de tomada de decisão do Taekwondo Mundial. Suas decisões são finais.

### Conselho
O Conselho consiste do Presidente, dos Vice-presidentes, do Secretário Geral, do Tesoureiro e dos Membros do Conselho. O Conselho l decide sobre o seguinte:
A. Planejamento e gerenciamento da organização e operações do WT.
B. Orçamento financeiro e relatórios financeiros.
C. Formulação, alterações e revogações dos Estatutos, Regras de Competição e Interpretações, Regras de Operações do Evento, Regulamentos sobre a Administração de Árbitros Internacionais, Treinadores Internacionais, educadores e outros estatutos e códigos.
D. Jurisdição sobre campeonatos promovidos pelo WT e seleção dos países anfitriões dos campeonatos.
E. Agenda da Assembleia Geral (GA).
F. Assuntos encaminhados ao Conselho pela GA ou pelo Presidente.
G. Outros assuntos sob sua jurisdição ou responsabilidade, conforme prescrito nos Estatutos
Comissão de Relações com Membros e Desenvolvimento (MRD) A Comissão de Relações com Membros e Desenvolvimento (a Comissão) é composta por sete membros, como segue: um nomeado para Taekwondo e os presidentes e vice-presidentes dos seguintes Comitês: Desenvolvimento, Educação e Taekwondo para todos. O Presidente e o Vice-Presidente da Comissão são nomeados entre os membros da Comissão. A Comissão estuda a organização e as práticas dos membros do WT para garantir o desenvolvimento do Taekwondo em todo o mundo através da construção de capacidades de todos os níveis de partes interessadas e contribuindo para as metas estabelecidas nos Estatutos do WT e na Carta Olímpica. A Comissão recomenda mudanças nos programas de desenvolvimento e educação do Conselho WT e, em conjunto com a Comissão Jurídica, emendas às normas e regulamentos pertinentes.
Comissão Técnica A Comissão Técnica (a Comissão) é composta por sete membros. Estes incluem os presidentes dos seguintes Comitês: Atletas, Técnicos, Jogos, Médico e Antidopagem, Para Taekwondo e Árbitro. O presidente é nomeado separadamente. O vice-presidente é escolhido entre os membros. A Comissão estuda a organização e gestão das competições de taekwondo; estuda a segurança e o desempenho dos equipamentos; considera maneiras de melhorar as técnicas usadas em competições de taekwondo; analisa várias questões na gestão eficaz de árbitros internacionais; e recomenda emendas às regras relacionadas à organização e execução de competições, incluindo, mas não se limitando às Regras e Interpretações da Competição. 

### Comissão de Relações e Desenvolvimento de Membros (MRD)
A Comissão de Relações e Desenvolvimento de Membros é composta por sete membros: um Indicado Para-Taekwondo e os Presidentes e Vice-Presidentes dos Comitês de Desenvolvimento, de Educação e de Taekwondo para Todos. O Presidente e o Vice-Presidente da Comissão são nomeados entre os membros da Comissão. A Comissão estuda a organização e as práticas dos membros do World Taekwondo para garantir o desenvolvimento do Taekwondo em todo o mundo através da construção de capacidades de todos os níveis das partes interessadas e contribuindo para as metas estabelecidas nos Estatutos do World Taekwondo e na Carta Olímpica. A Comissão recomenda mudanças nos programas de desenvolvimento e educação do Conselho do World Taekwondo e, em conjunto com a Comitê Jurídico, emenda as normas e regulamentos pertinentes.

### Comissão Técnica
A Comissão Técnica é composta por sete membros. Isso inclui as Cadeiras dos seguintes Comitês: Atletas, Treinadores, Jogos, Médico e Antidoping, Parataekwondo e Arbitragem. A Cadeira é nomeada separadamente. A Vice-cadeira é selecionada entre os membros. A Comissão estuda a organização e gestão das competições de Taekwondo; estuda a segurança e performance de equipamentos; pensa em formas de aprimorar técnicas usadas em competições de Taekwondo; analisa várias questões na gestão eficiente dos árbitros internacionais; e recomenda emendas para as regras relacionadas à organização e funcionamento de competições, o que inclui mas não se limita às Regras de Competição e Interpretações.